# Ecología evolutiva
Este artículo trata sobre el concepto biológico. Para el concepto sociológico, ver Teoría ecológico-evolutiva.

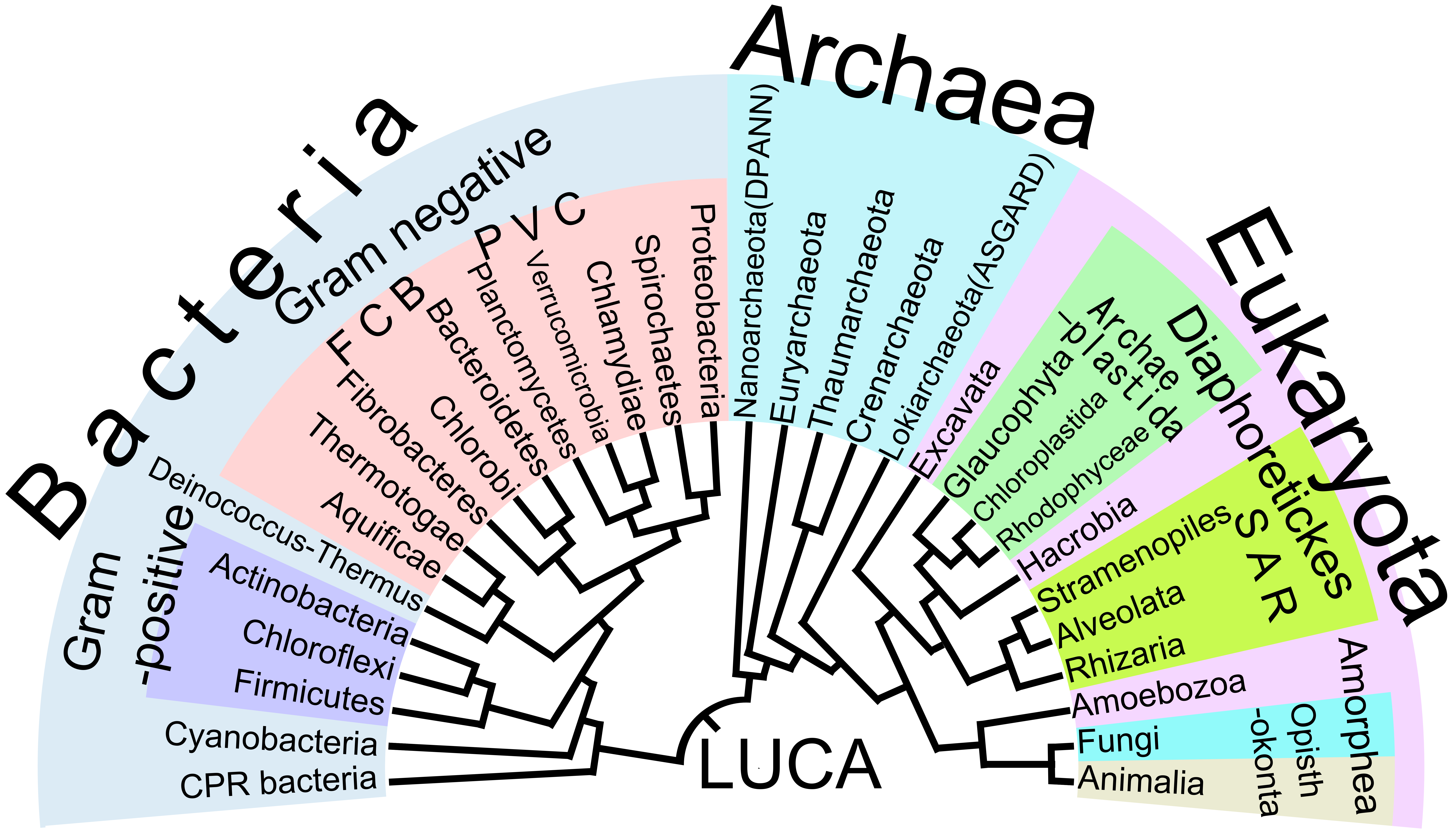
Un árbol filogenético de los seres vivos.

La ecología evolutiva se encuentra en la intersección de la ecología y la biología evolutiva. Aborda el estudio de la ecología de una manera que considera explícitamente las historias evolutivas de las especies y las interacciones entre ellas. También puede verse como un enfoque para el estudio de la evolución que incorpora una comprensión de las interacciones entre las especies en consideración. 

## Ámbito

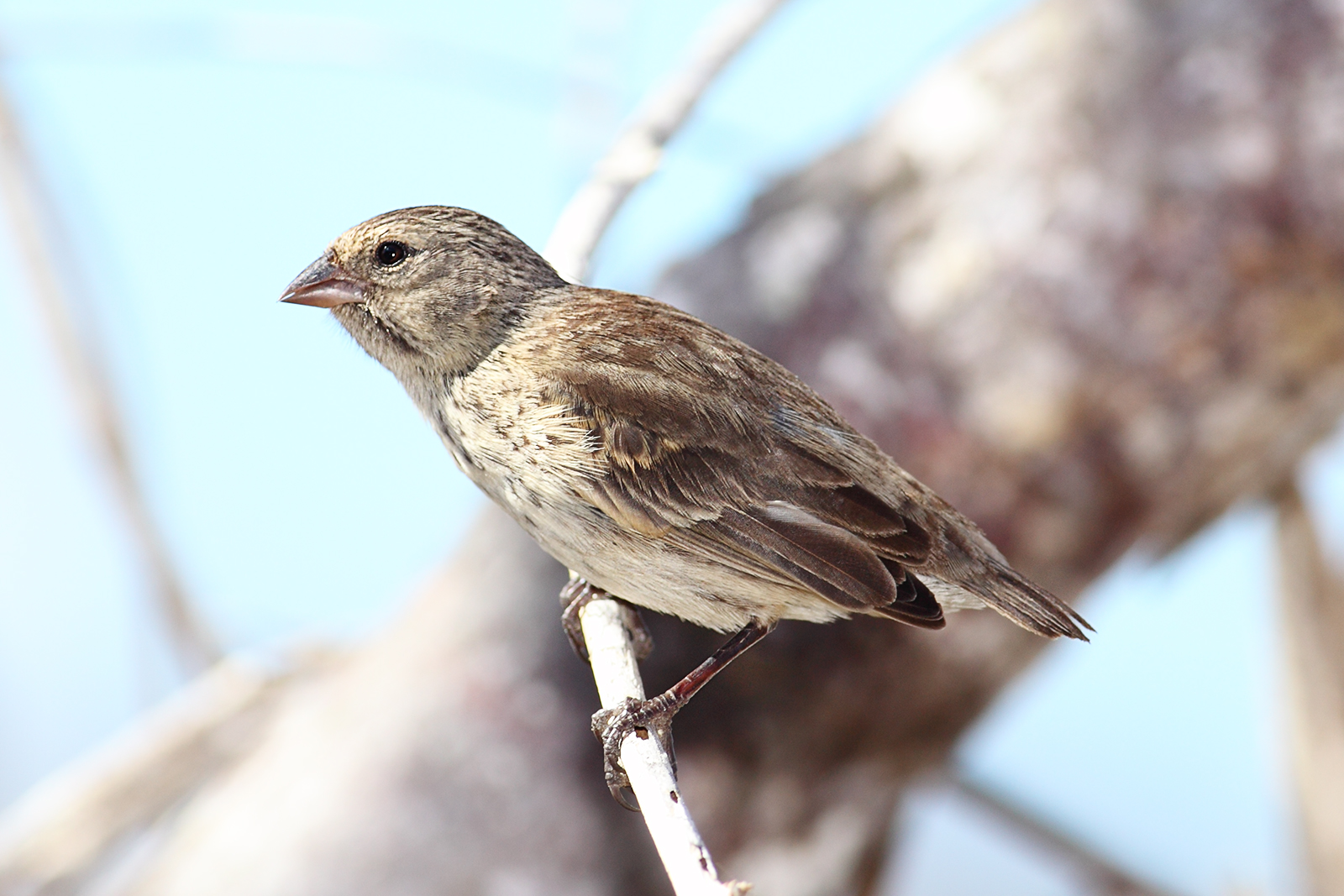
Geospiza fuliginosa, una de las especies de pinzones de Darwin

Los principales campos de la ecología evolutiva son la evolución de la historia de la vida, la sociobiología (la evolución del comportamiento social), la evolución de las relaciones específicas (cooperación, interacciones depredador-presa, parasitismo, mutualismo) y la evolución de la biodiversidad y de las comunidades.
La ecología evolutiva considera principalmente dos cosas: cómo las interacciones (tanto entre especies como entre especies y su entorno físico) dan forma a las especies a través de la selección y la adaptación, y las consecuencias del cambio evolutivo resultante.
La ecología evolutiva también estudia la evolución en poblaciones de organismos actuales. Se cuestiona si diferentes fenotipos conducen a diferencias en eficacia biológica y cómo eso afecta a la distribución de fenotipos en las generaciones siguientes.
Para la formulación de hipótesis, la ecología evolutiva se ayuda de modelos matemáticos, como los modelos de optimización, los modelos de teoría de juegos y los modelos genéticos. En el lado empírico, se han desarrollado métodos para la medida de la eficacia biológica y la selección natural sobre distintos fenotipos de una misma especie. Además se usan comparaciones entre especies, en las que se incorporan datos sobre las relaciones filogenéticas.

## Modelos evolutivos
Una gran parte de la ecología evolutiva consiste en utilizar modelos y encontrar datos empíricos como prueba. Los ejemplos incluyen el modelo Lack de tamaño selectivo ideado por David Lack y su estudio de los pinzones de Darwin en las Islas Galápagos. El estudio de Lack sobre los pinzones de Darwin fue importante para analizar el papel de los diferentes factores ecológicos en la especiación. Lack sugirió que las diferencias en las especies eran adaptativas y producidas por selección natural, con base en la afirmación de G.F. Gause de que dos especies no pueden ocupar el mismo nicho ecológico.

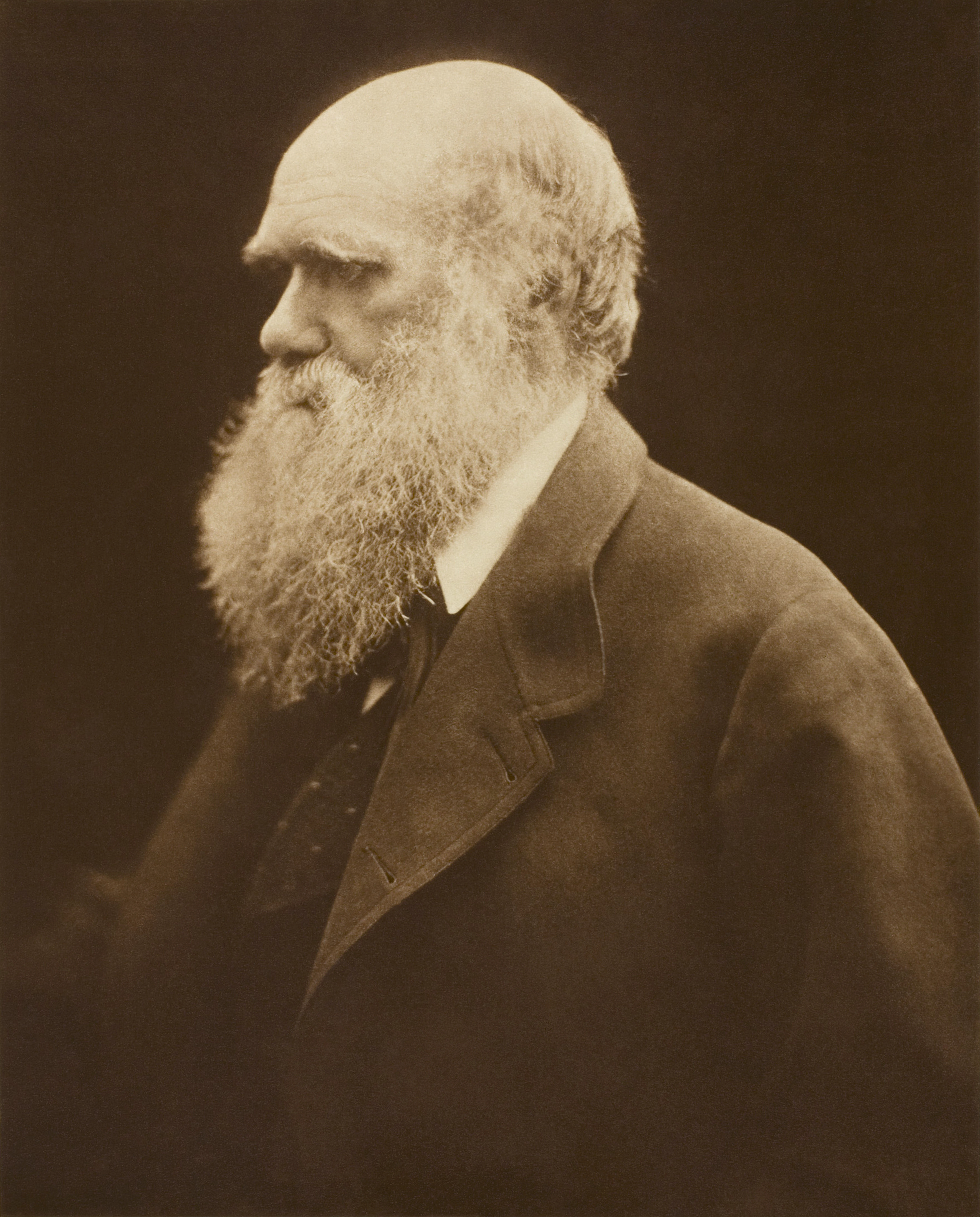
Charles Darwin por Julia Margaret Cameron

Richard Levins introdujo su modelo de la especialización de especies en 1968, que investigó cómo la especialización del hábitat evolucionó en entornos heterogéneos utilizando los conjuntos de acondicionamiento físico que posee un organismo o especie. Este modelo desarrolló el concepto de escalas espaciales en entornos específicos, definiendo escalas espaciales de grano fino y escalas espaciales de grano grueso. Las implicaciones de este modelo incluyen un rápido aumento en la comprensión de los ecólogos ambientales de cómo las escalas espaciales impactan la diversidad de especies en un ambiente determinado.
Otros son los modelos de Law y Diekmann de 1996 sobre el mutualismo, que se definen como una relación entre dos organismos que beneficia a ambos individuos. Law y Diekmann desarrollaron un marco denominado dinámica adaptativa, que asume que los cambios en las poblaciones de plantas o animales en respuesta a una perturbación o falta de ellas se producen a una velocidad mayor que la de las mutaciones. Su objetivo es simplificar otros modelos que abordan las relaciones dentro de las comunidades.

## Modelo de naturaleza compleja
El modelo de naturaleza compleja proporciona diferentes métodos para demostrar y predecir tendencias en la ecología evolutiva. El modelo analiza un individuo propenso a la mutación dentro de una población, así como otros factores como la tasa de extinción. El modelo fue desarrollado por Simon Laird, Daniel Lawson y Henrik Jeldtoft Jensen del Imperial College London en 2002. El objetivo del modelo es crear un modelo ecológico simple y lógico basado en la observación. El modelo está diseñado de tal manera que los efectos ecológicos se pueden tener en cuenta al determinar la forma y el estado físico de una población.

## Genética ecológica
La genética ecológica se vincula con la ecología evolutiva a través del estudio de cómo evolucionan los rasgos en las poblaciones naturales. A los ecólogos les preocupa cómo el medio ambiente y el marco de tiempo hacen que los genes se vuelvan dominantes. Los organismos deben adaptarse continuamente para sobrevivir en hábitats naturales. Los genes definen qué organismos sobreviven y cuáles morirán. Cuando los organismos desarrollan variaciones genéticas diferentes, aunque provienen de la misma especie, se conoce como polimorfismo. Los organismos que transmiten genes beneficiosos continúan evolucionando sus especies para tener una ventaja dentro de su nicho.

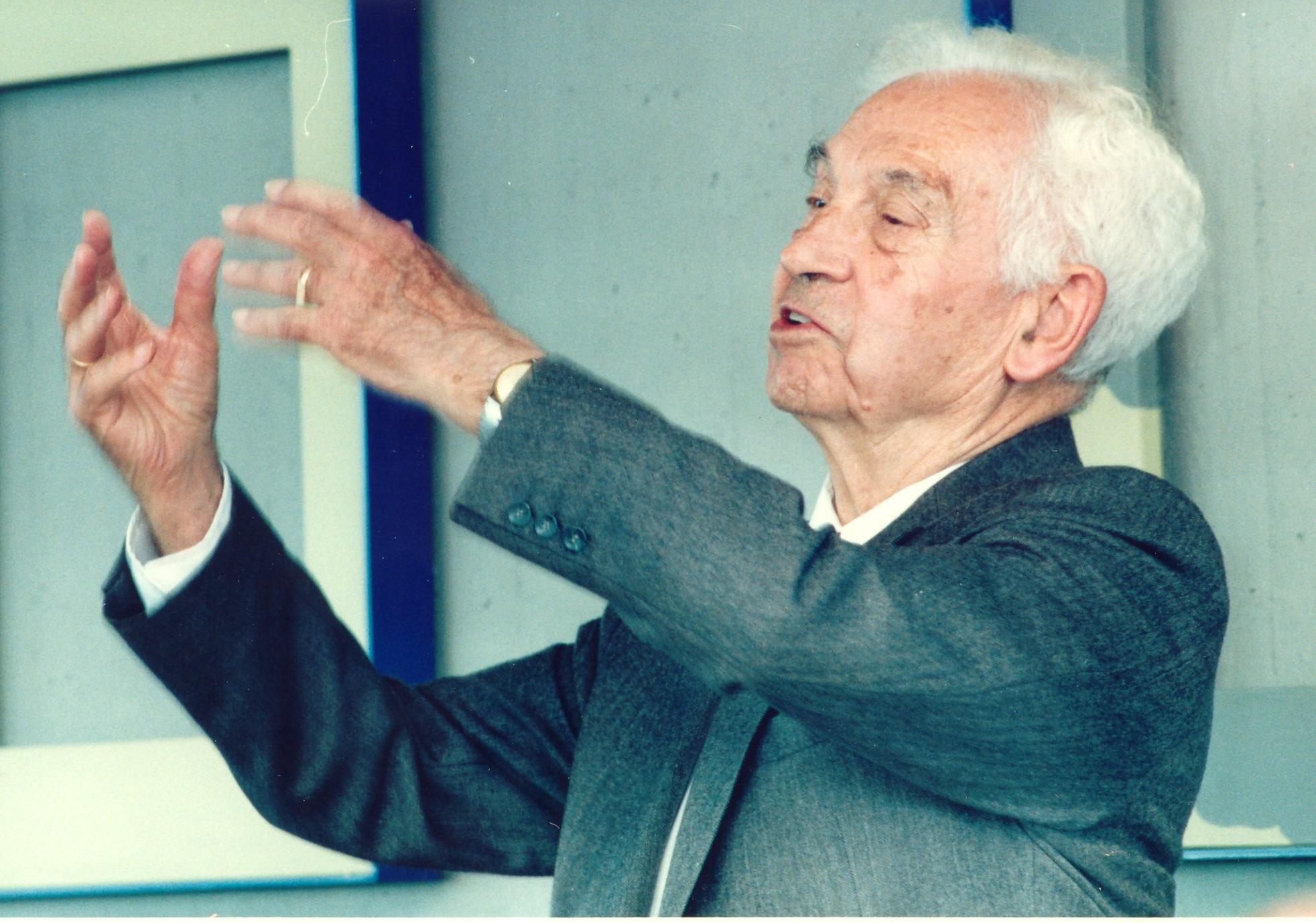
Ernst Mayr

## Ecólogos evolucionistas

### Charles Darwin
La base de los principios centrales de la ecología evolutiva puede atribuirse a Charles Darwin (1809–1882), específicamente al referirse a su teoría de la selección natural y la dinámica de la población, que analiza cómo las poblaciones de una especie cambian con el tiempo. Según Ernst Mayr, profesor de zoología en la Universidad de Harvard, las contribuciones más distintivas de Darwin a la biología evolutiva y la ecología son las siguientes: “La primera es la no constancia de las especies o la concepción moderna de la evolución en sí misma. La segunda es la noción de evolución ramificada, que implica el descenso común de todas las especies de seres vivos en la tierra desde un único origen único”. Además, “Darwin señaló que la evolución debe ser gradual, sin interrupciones ni saltos importantes. Finalmente, razonó que el mecanismo de la evolución era la selección natural".

### George Evelyn Hutchinson

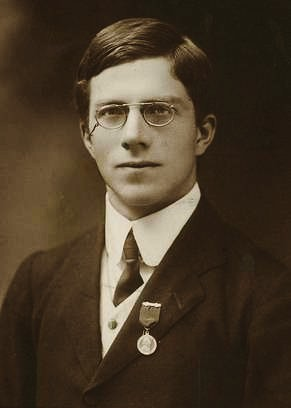
R. A. Fisher

Las contribuciones de George Evelyn Hutchinson (1903–1991) al campo de la ecología se extendieron por más de 60 años, en las cuales tuvo una influencia significativa en la ecología de sistemas, ecología de radiación, limnología y entomología. Descrito como el "padre de la ecología moderna" por Stephen Jay Gould, Hutchinson fue uno de los primeros científicos en vincular los temas de la ecología y las matemáticas. Según Hutchinson, construyó “modelos matemáticos de poblaciones, las proporciones cambiantes de individuos de diferentes edades, la tasa de natalidad, el nicho ecológico y la interacción de la población en esta introducción técnica a la ecología de la población”. También tenía un gran interés en la limnología, debido a su creencia de que los lagos podrían estudiarse como un microcosmos que proporciona información sobre el comportamiento del sistema. Hutchinson también es conocido por su trabajo Circular Casual Systems in Ecology, en el que afirma que “los grupos de organismos pueden actuar en su entorno y pueden reaccionar a ellos. Si un conjunto de propiedades en cualquiera de los sistemas cambia de tal manera que la acción del primer sistema en el segundo cambia, esto puede causar cambios en las propiedades del segundo sistema que alteran el modo de acción del segundo sistema en el primero".

### Robert MacArthur
Robert MacArthur (1930–1972) es más conocido en el campo de la Ecología Evolutiva por su trabajo The Theory of Island Biogeography, en el que él y su coautor proponen “que el número de especies en cualquier isla refleja un equilibrio entre la tasa de qué nuevas especies lo colonizan y la velocidad a la que se extinguen las poblaciones de especies establecidas".

### Eric Pianka

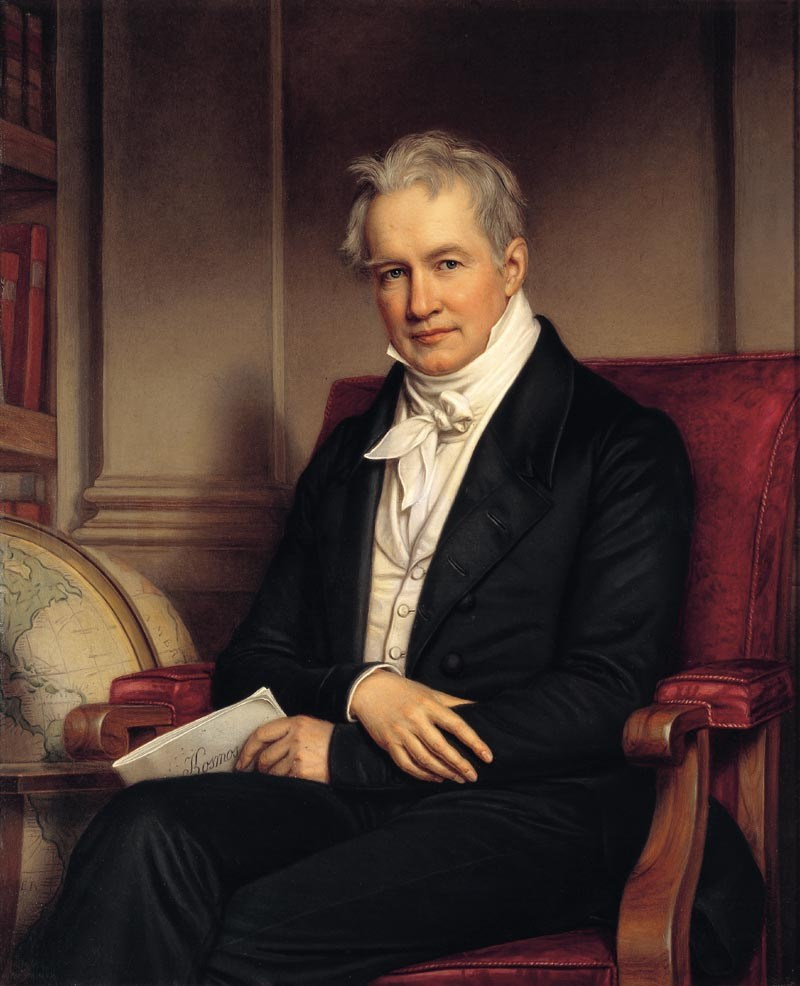
Alexander von Humboldt - 1843

Según la Universidad de Texas, el trabajo de Eric Pianka (1939-presente) en ecología evolutiva incluye estrategias de forrajeo, tácticas reproductivas, competencia y teoría de nichos, estructura y organización de la comunidad, diversidad de especies y comprensión de la rareza. Pianka también es conocido por su interés en los lagartos para estudiar los sucesos ecológicos, ya que afirma que eran "a menudo abundantes, lo que los hace relativamente fáciles de localizar, observar y capturar".

### Michael Rosenzweig
Michael L. Rosenzweig (1941-presente) creó y popularizó la ecología de la reconciliación, que comenzó con su teoría de que las reservas naturales designadas no serían suficientes para conservar la biodiversidad de la Tierra, ya que los humanos han utilizado tanta tierra que han impactado negativamente los ciclos biogeoquímicos y hay otros impactos ecológicos que han afectado negativamente las composiciones de las especies.

### Otros notables ecologistas evolutivos.
- R. A. Fisher (1890–1962), cuyo teorema fundamental de la selección natural de 1930 reconoció el poder de la aplicación rigurosa de la teoría de la selección natural a la biología de la población.[19]
- David Lack (1910–1973), un seguidor de Charles Darwin, que trabajó para fusionar los campos de la biología evolutiva y la ecología, centrándose principalmente en las aves y la evolución.
- Thierry Lodé (1956-presente), un ecologista francés cuyo trabajo se centró en cómo el conflicto sexual en las poblaciones de especies afecta la evolución.[20][21]

## Investigación
La idea de la ecología de la reconciliación de Michael Rosenzweig se desarrolló a partir de la investigación existente, que se llevó a cabo según el principio sugerido por primera vez por Alexander von Humboldt, al afirmar que las áreas de tierra más grandes tendrán una mayor diversidad de especies en comparación con las áreas más pequeñas. Esta investigación se centró en las relaciones entre especies y áreas (SPAR) y las diferentes escalas en las que existen, desde las áreas de muestra hasta las SPAR interprovinciales. La dinámica del estado estacionario en la diversidad dio lugar a estos SPAR, que ahora se utilizan para medir la reducción de la diversidad de especies en la Tierra. En respuesta a esta disminución en la diversidad, nació la ecología de reconciliación de Rosenzweig.

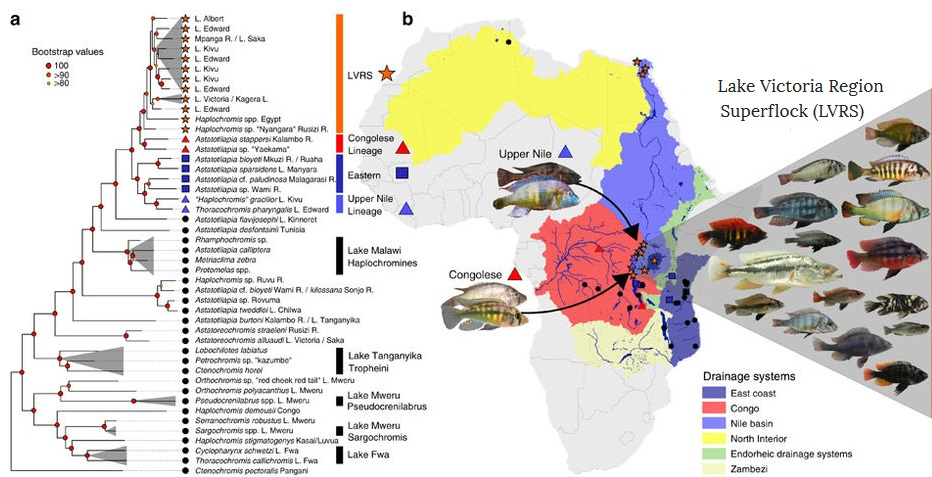
Los cíclidos del sistema de lagos del rift africano evolucionaron a partir de un híbrido original.

La ecología evolutiva se ha estudiado utilizando relaciones simbióticas entre organismos para determinar las fuerzas evolutivas mediante las cuales se desarrollan tales relaciones. En las relaciones simbióticas, el simbionte debe conferir alguna ventaja a su huésped para poder persistir y seguir siendo evolutivamente viable. La investigación se ha realizado utilizando áfidos y las bacterias simbióticas con las que coevolucionan. Estas bacterias se conservan con mayor frecuencia de generación en generación, mostrando altos niveles de transmisión vertical. Los resultados han demostrado que estas bacterias simbióticas en última instancia confieren cierta resistencia a los parásitos a sus áfidos anfitriones, lo que aumenta la condición física de los áfidos y conduce a la coevolución mediada por los simbiontes entre las especies.

## Variación de color en los peces cíclidos
Los efectos de la ecología evolutiva y sus consecuencias se pueden ver en el caso de la variación de color entre los peces cíclidos africanos. Con más de 2.000 especies, los peces cíclidos son muy ricos en especies y son capaces de interacciones sociales complejas. El policromatismo, la variación de los patrones de color dentro de una población, ocurre dentro de los peces cíclidos debido a las adaptaciones ambientales y para aumentar las posibilidades de reproducción sexual.